# Das Gesicht am Fenster
Das Gesicht am Fenster ist der Titel eines stummen deutschen Kriminaldramas, das Rudolf Meinert 1917 nach einem Manuskript von Leopold Bauer in seiner Gesellschaft Meinert-Film Bürstein & Janak (Berlin) realisiert hat. Der Film war das siebente „Abenteuer des Detektiv Harry Higgs“, welcher von Hans Mierendorff verkörpert wurde.

## Handlung
Erpresser wird vom Erpressten getötet.

## Produktionsnotizen
Die Produktion der Meinert-Film Bürstein & Janak (Berlin), zu der Angaben zum Stab derzeit fehlen, lag der Polizei im Juli 1917 zur Zensurierung vor. Sie erhielt unter der Nr. 40787 Jugendverbot. Die Polizei München untersagte für die Zeit des Krieges unter den Nrn. 25159, 25160, 25161 u. 25162 die Ankündigung als Detektivfilm.
Die Uraufführung fand am 24. August 1917 in Berlin im Tauentzien-Palast statt.
Das Kinoplakat dafür entwarf Ludwig Kainer.
Der Film ist erwähnt in:
- Lichtbildbühne No. 34, 1917
- Lichtbildbühne No. 35, 1917
- Kinematograph No. 557, 1917

und ist registriert bei
- Birett, Verzeichnis in Deutschland gelaufener Filme, (München) No. 241, 1917, (München) No. 406, 1917 und (München) No. 555, 1917.
- Lamprecht Vol. 17 No. 20

## Rezeption
LBB Nr. 35 (1917), S. 78–79 Werbeinserat der Meinert-Film, Inh. Bürstein & Janak, für Harry Higgs Filme Das Gesicht am Fenster / Das Geheimnis der Pagode / Der Saratoga-Koffer, mit Bild von Mierendorff als Harry Higgs. Mit Pressestimmen.
„B.Z. am Mittag“:
In den Tauentzien-Lichtspielen fand gestern abend der erste Film der diesjährigen Meinert-Detektiv-Serie „Das Gesicht am Fenster“ ein überfülltes Haus. Der von Leopold Bauer verfaße Film, der geschickter Weise seine Beschauer in ständig wachsender Spannung hält, ist von Rudolf Meinert raffiniert inszeniert worden. Der Film ist Kino im besten Sinne. Mit seinen oft wechselvollen Bildern vereint er eine geradezu beängstigende Anzahl rätselhafter Geschehnisse, die sich zu schier undurchdringlichen Knoten ballen. Dass sich zum Schluss dennoch alles löst, und, was anerkennend hervorgehoben sei, logisch löst, ist dem Autor und dem Regisseur gleichermaßen zu danken. In der Rolle des Detektivs Harry Higgs, der auch diesem geheimnisvollen Fall mit Eleganz Rechnung trägt, glänzt wieder Hans Mierendorff. Die übrigen Darsteller vereinten sich zu bestem Zusammenspiel. Das Publikum fand an der schmackhaften Detektivkost viel gefallen.
„8-Uhr Abendblatt“:
In den Tauentzien-Lichtspielen fand die Uraufführung des ersten Films der Harry Higgs-Serie 1917-18 „Das Gesicht am Fenster“ statt. Es ist ein Detektiv-Film, wie man ihn selten sieht: eine starke, streng durchgeführte spannende Handlung, die, wie dem Autor Leopold Bauer nachgerühmt sei, auch menschliche Züge aufweist, eine außerordentlich gute Darstellung, in der Hans Mierendorff als Detektiv ganz besonders auffiel, und eine ins Unendliche verfeinerte Regie, eine mit Geschmack und reichem Können durchgeführte Inszenierung, Rudolf Meinerts starke Hand verratend. Das überfüllte Haus folgte den Vorgängen mit sichtbarem Jnteresse.
Der Film wurde auch in der Tschechoslowakei aufgeführt.